# Pseudeustrotia crystallodes
Pseudeustrotia crystallodes là một loài bướm đêm trong họ Noctuidae.